# Report. Botanical Exchange Club
Report. Botanical Exchange Club (abreviado Rep. Bot. Exch. Club) fue una revista ilustrada con descripciones botánicas que fue editada en Londres desde el año 1869 hasta 1878. Fue reemplazado por Bot. Exch. Club Brit. Isles Rep..